# Ferrari SF71H
O Ferrari SF71H é o modelo de carro de corrida construído pela equipe Scuderia Ferrari para a disputa da temporada de Fórmula 1 de 2018, pilotado por Sebastian Vettel e Kimi Räikkönen.
O lançamento do carro ocorreu em 22 de fevereiro.

## Pré-temporada
Em relação a Mercedes, já que a Red Bull começou mal a temporada do ano passado, a Ferrari se apresenta agora em uma condição boa, inequivocamente, mas não tanto quanto em 2017. O avanço do modelo W09 alemão sugere ter sido algo melhor que o do SF71H se comparados aos monopostos do ano passado. O que não quer dizer que o grupo de Mattia Binotto, da Ferrari, não possa desenvolvê-lo a ponto de, como em 2017, vencer a Mercedes. Perfeitamente possível. A base do monoposto italiano deste ano quase deu o título a Vettel no ano passado.
Depois de encerrada sua participação no ensaio de Barcelona, quinta-feira, Vettel disse dispor de outro grande carro, mas que ainda há trabalho a ser feito. Viu na simulação de corrida que com os pneus médios e macios Hamilton e Bottas eram um pouco mais rápidos. Como mencionado, havia dúvidas, em 2017, sobre a capacidade dos jovens engenheiros da Ferrari desenvolverem o SF70H tão bem a ponto de Vettel se manter líder do mundial. Pois ele só foi perder o primeiro lugar no GP da Itália, em setembro.
Os engenheiros da Ferrari, notadamente na área de aerodinâmica, deram um show de competência, liderados pela revelação da Fórmula 1, o francês David Sanches. Eles têm, de novo, um belo desafio pela frente, mas com uma diferença: a experiência de 2017. Vettel e Raikkonen vão alinhar o SF71H no Albert Park, dia 25, sabendo que para vencer como em 2017 deverá ser um pouco mais difícil. A não ser, óbvio, que as novas peças a serem introduzidas no SF71H o façam avançar mais do que provavelmente farão os alemães com o F1 W09 EQ Power+ da Mercedes e os austríacos, o Red Bull RB14-TAG Heuer (Renault), da Red Bull Racing.

## Raio X
Em 2017, a tradicional e poderosa escuderia construiu um carro potente e que se adaptava melhor a todas as pistas do que os rivais. Mas problemas de confiabilidade minaram as chances do time de Maranello de bater a Mercedes. Em 2018, a equipe italiana parece vir com um conjunto ainda melhor.